# Kózandzsi
A Kózan-dzsi (japánul:高山寺), hivatalos nevén Toganószan Kószan-dzsi (栂尾山高山寺), a singon buddhizmus omuro szektájának temploma. Az Umegahata toganócsóban, Kiotó Ukjó körzetében található. A Kózan-dzsit még Toganó-derának is nevezik. A templomot a singon egyik tudósa és szerzetese, Mjóe (1173-1232) alapította, és jelenleg Japán állami kincsei és fontos kulturális építményei közé tartozik. Benne található a Csódzsú-dzsinbucu-giga, egy tusfestménycsoport a XII. és XIII. századból, ami egyben az egyik legnagyobb kincse a Kózan-dzsinek; 1994-ben az UNESCO világörökséggé nyilvánította.

## Történelem
Togano, ami mélyen a hegyekben, a Dzsingo-dzsi templom mögött van és ami híres az ősszel sárguló növények gyönyörű látványáról. Ideális helynek bizonyult a hegyi aszkéta életre, és sok kisebb templom is található emiatt ezen a területen. Kosan-dzsi mellett például Toganó-dzsi (度賀尾寺) és Toganó-b bó (都賀尾坊) áll. A legenda szerint, ezek a templomok, Kónin császár parancsára épültek 774-ben, de ez nem bizonyított.
1206-ban Myóe, aki akkoriban a Dzsingo-dzsi-ben szolgált, engedélyt kapott, egy templom építésére, Go-Toba császártól. Ő Hiidetemazukousanwoterasuyama-no-tera (日出先照高山之寺)-nak nevezte el.
A templom neve egy sor volt az Avatamsaka szútrából: „Amikor a nap megjelenik az első sugarai a legmagasabb hegyre vetülnek.” (日、出でて、まず高き山を照らす hi, idete, mazu takakijama wo terasu?).
A templom többször elpusztult tűzvészben és háborúban. A legrégebbi épület ami fennmaradt a Szekisui-in (石水院), a Kamakura-korszakból származott.

## Felépítése
Dzsingo-dzsi-ban megtalálható egy tervrajz Kózan-dzsi-ről ami valószínűleg 1230-ból származik, körülbelül 20 évvel a templom megépítése után készülhetett. A tervrajz fontos kulturális tulajdon, mivel az eredeti templom felépítését mutatja. A tervrajzból tudjuk, hogy a Kózan-dzsi eredetileg egy nagy kapuból, egy központi csarnokból, egy 3 emeletes pagodából, egy csarnokból amit Amitabha-nak szenteltek, egy csarnokból amit Lohannak szenteltek, egy harangtoronyból, írnoki csarnokból és egy Sintoista szentélyből ami a terület istenének volt szentelve. Bár ezek az épületek mind elpusztultak az idők során, az írnoki csarnokot leszámítva, amit Szekiszui-in-nek hívnak.
A Szekiszui-in mellett, ma a Kózan-dzsi-ban megtalálható egy főcsarnok ( ami eredetileg Ninna-dzsi-é, de áttelepítették Kózan-dzsi-be)  és egy csarnok, dedikálva a templom alapítójának amiben egy fontos fából kifaragott mellszobra található Mjóe-nak. Azonban mindkettő épület modern rekonstrukció.
Kulturális tárgyak:
A templomban megtalálható számos japán nemzeti kincs, és fontos kulturális tárgyak, azonban a nagyrészük jelenleg a Kiotó-i és Tokíó-i múzeumoknak van kölcsönbe adva.

### Nemzeti kincsek
- Szekiszui-in: Épült a Kamakura korszakban, irimojazukuri stílusban, nyereg és zsindelytetővel.
- Csódzsú-giga
- Kegon-shú Szosi Eden (華厳宗祖師絵伝) – Kamakura-korszakból, ezen a tekercsen koreai Kegon életmódját láthatjuk, Uisang és Wonhyo alapítójáét.
- Mjóe Sónin-zó (明恵上人像) – portré Mjóe-ről más néven (樹上座禅像) és szintén a Kamakura korszakban készült. Ellentétben az általános buddhista szerzetesekről készült portrékkal, ezen egy kis Mjóe látható hatalmas hegyek között.
- Bucugen Bucumo-zó (仏眼仏母像) – egy portré a Kamakura-korszakból, a XII. század végén keletkezhetett.
- Yupian (玉篇 gjokuhen?) – egy Tang korszakban Liang dinasztia idejében készült kínai szótár másolata. Ez a legrégebbi kínai karakteres szótár Japánban.
- Tenrei Bansó Meigi (篆隷万象名義) – Kúkai által írt legrégebbi kandzsi szótár . 1114-ben lett másolva.
- Meihō-ki (冥報記) – Tang-korszakban készült Buddhista történetek lejegyzései. Kínából eltűnt és azóta ez a legrégebbi másolata.

### Fontos kulturális tulajdonok
Sok épület, tekercs, szobor, berendezés és régi írások találhatók a templomban, amiket fontos kulturális tulajdon-ként tartanak számon Japánban. A Legfontosabb ezek közül:
- Alapítói csarnok (Kaizandó)
- Lakkozott faszobor Bhaisajyaguru-ról ülő pozícióban.
- Egy faszobor Mjóe-ről, ülő pozícióban, a Kamakura korszakból, ami az alapítói csarnokban található.
- Egy fából készült szarvaspár, Kamakura korszakból. A szobor egy hím szarvast és egy őzikét ábrázol, egyedien komainu alakban ábrázolják őket, de ellentétben oroszlánokkal akik őrizni szokták a Sinto szentélyeket itt szarvasokra cserélték őket Kaszuga Mjodzsin tiszteletére, mivel a szarvasok állítólag az ő hírnökei voltak.
- Egy Bjakkosin szobor álló pózban, teljesen fehérre festett szobor, a ruháitól kezdve az állványáig, a szobor állítólag a Himalája hegység havát szimbolizálja.
- Zenmjósin faszobra, a korai Kamakura korszakból. Állítólag  híres Buddhista szobrász Tankei munkája.
- A Kózan-dzsi dokumentum archívum, ami több ezer feljegyzést és szentírást tartalmaz, amiből pár a Heian-korszakból maradt fent.
- Kóben Jume-no-Ki (高弁夢記) – Mjóe álmainak feljegyzései, 1196-tól 1223-ig. Az álmai állítólag hatalmas befolyást gyakorolt a vallásos gondolkodására.

## Fordítás
- Ez a szócikk részben vagy egészben a Kōzan-ji című angol Wikipédia-szócikk fordításán alapul.  Az eredeti cikk szerkesztőit annak laptörténete sorolja fel. Ez a jelzés csupán a megfogalmazás eredetét és a szerzői jogokat jelzi, nem szolgál a cikkben szereplő információk forrásmegjelöléseként.